# Deutsche Bank am Domshof

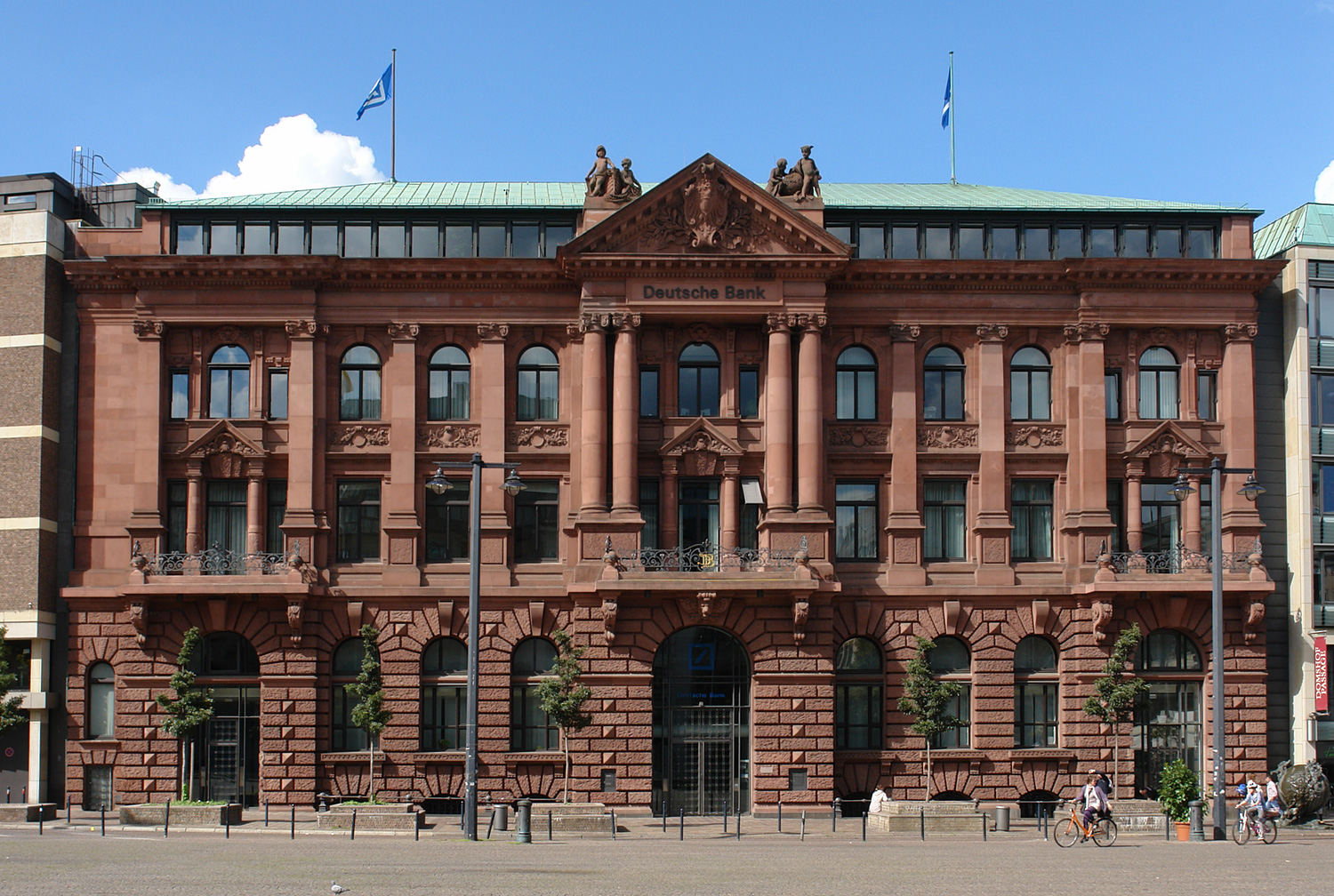
Deutsche Bank am Domshof

Die Deutsche Bank am Domshof in Bremen befindet sich in einem historischen Haus im Stadtteil Mitte, Ortsteil Altstadt am Domshof Nr. 21a bis 25. Die Domshof-Passage führt seit 1998 im Erdgeschoss und durch die Bank vom Domshof zur Katharinen-Passage und zur Sögestraße.

## Geschichte

### 18. und 19. Jahrhundert
Der Domshof ist mit dem Bremer Dom neben dem Bremer Marktplatz ein zentraler Platz in Bremen. Der Platz diente im 18. Jahrhundert auch als Sammelplatz u. a. für das Militär. Ab 1803 kam der Dombezirk gemäß dem Reichsdeputationshauptschluss zu Bremen. Im 19. Jahrhundert standen hier zumeist drei- und viergeschossige Wohn- und Geschäftshäuser sowie Gaststätten und Hotels.
Auf dem Areal der Deutschen Bank befand sich zuvor nach dem Aufriss von Johann Radlef von 1769 ein dreieinhalbgeschossiges Haus mit Walmdach, das vermutlich für Bürgermeister Gerhard Heinrich Schumacher gebaut wurde (Nr. 22). Der Buchholz-Plan von 1794 weist die Gebäudegruppe von der heutigen Deutschen Bank bis zum Schüsselkorb als Intendantursgüter der königlichen Kurhannoverschen Besitzungen in Bremen aus (Hausnummer 21a bis 24). Nach 1803 bzw. 1810 blieben die Häuser Nr. 21a, 23 und 24 Dombesitz. 1834 entstand auf Nr. 22 das viergeschossige Gasthaus Börsen-Halle wie es um 1850 F. Meyer zeichnete. Daneben standen viergeschossige Wohn- und Geschäftshäuser (Nr. 23, 24, 24a) und ein dreigeschossiges Giebelhaus (Nr. 25).

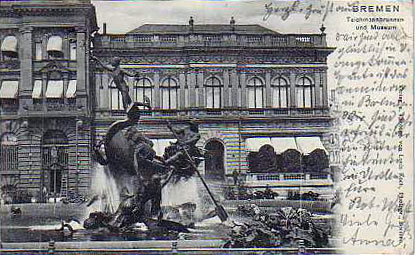
Museumsgebäude von 1875, Nr. 21a

Das Gesellschaftsmuseum (Nr. 21a) erhielt als erstes Haus in Bremen 1817 Gasbeleuchtung, 1875 entstand hier ein gründerzeitlicher zweigeschossiger Neubau. 1871 eröffnete die Deutsche Bank ihre erste Filiale in Bremen am Außenhandelsplatz.
Ab 1890 begann die erste Umwandlung des Domshof zum Bankenviertel: 1891 baute die Deutsche Bank, 1904 entstand die Bremer Bank (heute Commerzbank). Es folgten 1953 die Schifffahrtsbank, 1954 die Deutsche Hypothekenbank und 1971 die Ibero-Amerika Bank und 1983 die Bremer Landesbank sowie bereits am Schüsselkorb/Ecke Domshof die Bank für Gemeinwirtschaft und die Commerzbank.

### Das Bankhaus von 1891
Für den Bau des Bankhauses wurden mehrere Grundstücke zusammengefasst (Nr. 22–25). Der Hausarchitekt der Deutschen Bank in Berlin Wilhelm Martens plante auch das Gebäude in Bremen und Friedrich Wilhelm Rauschenberg aus Bremen war verantwortlich für die Baudurchführung. 1891 wurde das dreigeschossige, sehr wuchtige und repräsentative Gebäude eröffnet. Über einem Sockelgeschoss im Bossenwerk befinden sich zwei hohe Geschosse. Die Domshoffassade im Stil des Eklektizismus (Auswählen, Stilmischung) aus rötlichem Sandstein wird geteilt durch einen mächtigen klassizistischen Mittelrisalit mit einem Dreiecksgiebel wie ein Tympanon und einer Balkon-Loggia.
Mit einem höheren Gesims fand der Übergang zum steilen Satteldach mit acht hochformatigen Gauben statt. Rechts und links schloss die obere Fassade mit zwei nicht erhaltenen Türmchen ab, welche die Wuchtigkeit des Gebäudes noch betonte. Die kriegszerstörten Türmchen, das Gesims und das Steildach wurden nach dem Zweiten Weltkrieg mit einem durchgehend verglasten Mezzaningeschoss ersetzt. Innen befindet sich die hohe, überglaste Kassenhalle im Erdgeschoss.
Von 1883 bis um 1980 fuhr noch die Pferde- bzw. Bremer Straßenbahn ein- und zweigleisig an der Bank vorbei. Der Domshof erhielt ab 1990 seine heutige Gestaltung.

### Anbau

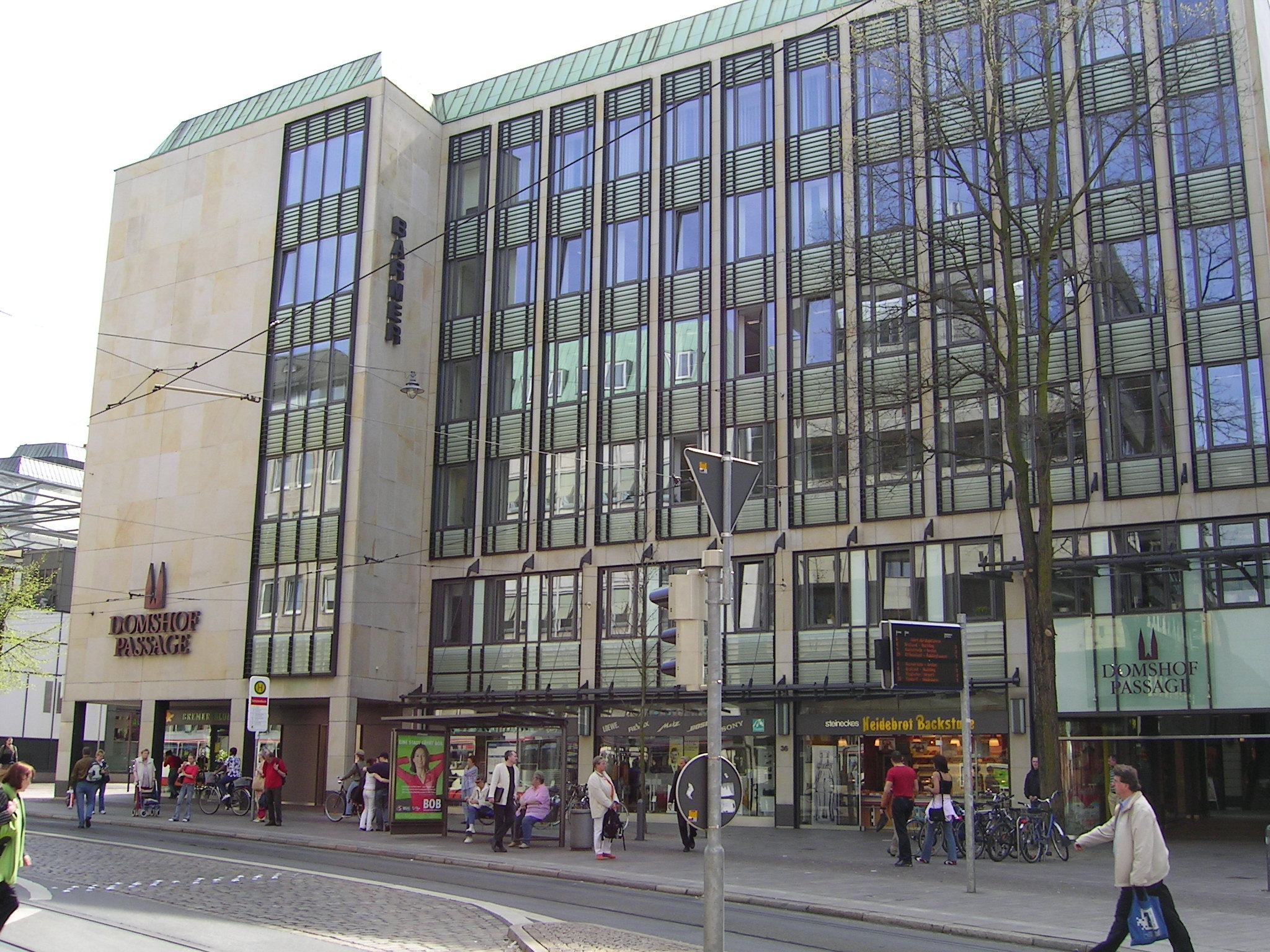
Anbau; Fassade zum Schüsselkorb

1965 erfolgte nach Plänen des Architekten Günter Albrecht der moderne, sechsgeschossige Anbau an der Ecke Domshof (21a)/Schüsselkorb, wo die Ruine des feingliedrigen, zweigeschossigen Museums von Herbert Anker stand. Das neue Gebäude mit seinen 12 Fensterachsen zum Domshof wurde in den 1990er Jahren feingliedriger umgestaltet.

### Domshof-Passage
Die Ladenpassage mit 16 Geschäften zwischen dem Altbau und dem Anbau der Deutschen Bank wurde nach Plänen der Architekten Haslob, Kruse und Partner in Bremen von 1997 bis 1998 mit einer Stahl-Glas-Überdachung gebaut. Sie führt im Erdgeschoss des Anbaus und neben dem alten Bankhaus vom Domshof zur Katharinen-Passage (früher Katharinen-Kloster) und zur Sögestraße. Gegenüber, auf dem Platz, steht das Domshof-Forum mit dem Bistro-Café Alex.

## Denkmalschutz und Denkmale

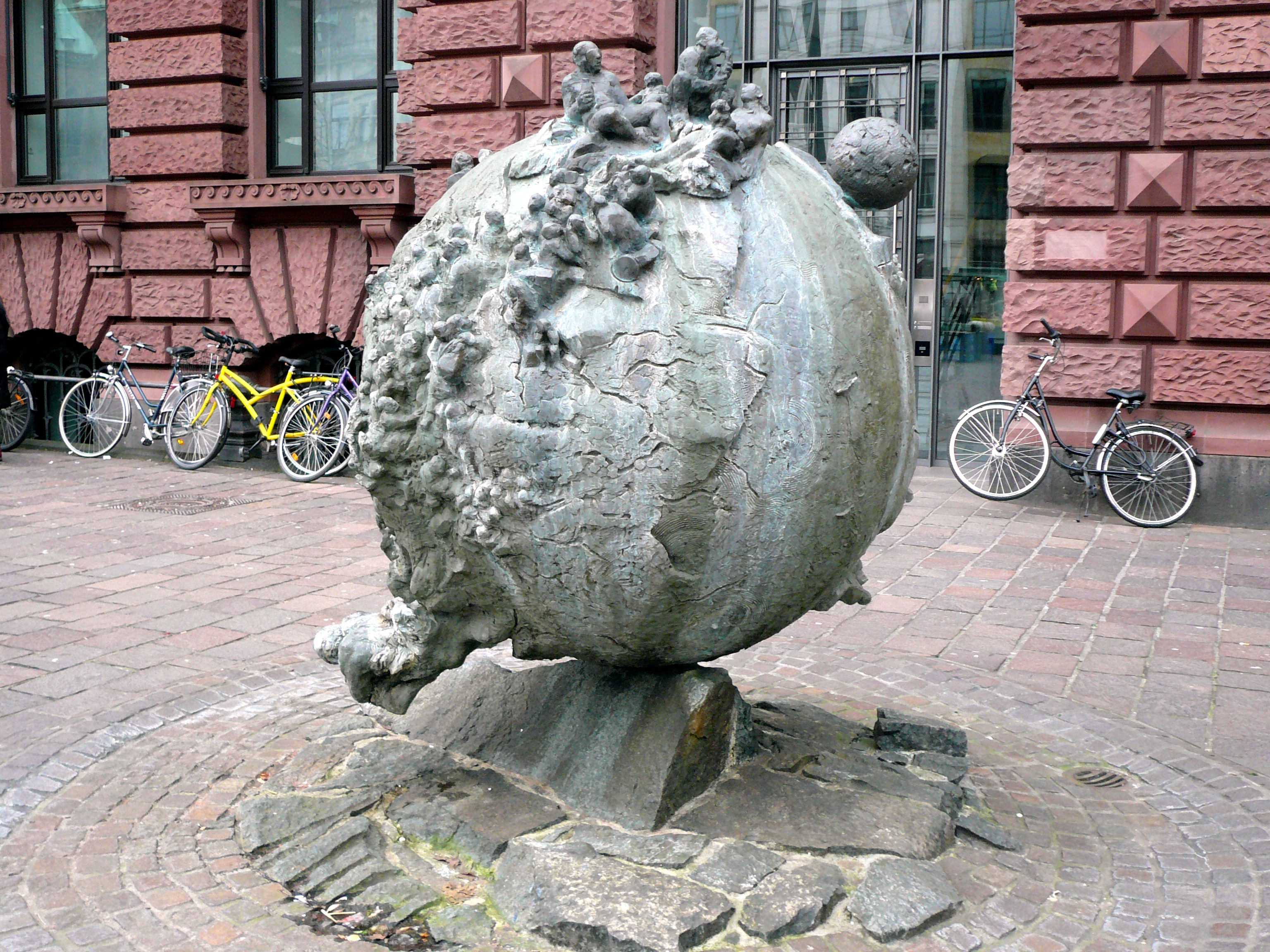
Unser Planet

Seit 1981 steht das Hauptgebäude der Deutschen Bank als Bremer Denkmal unter Bremer Denkmalschutz in der Liste der Kulturdenkmäler in Bremen-Mitte#0321.
Vor dem Bankgebäude steht seit 1996 die Skulptur Unser Planet als Weltkugelbrunnen. Sie wurde in Bronze vom Bildhauer Bernd Altenstein gefertigt.